# Volkswagen Golf 7
Volkswagen Golf 7 — сьоме покоління легкового автомобіля Volkswagen Golf.

## Опис

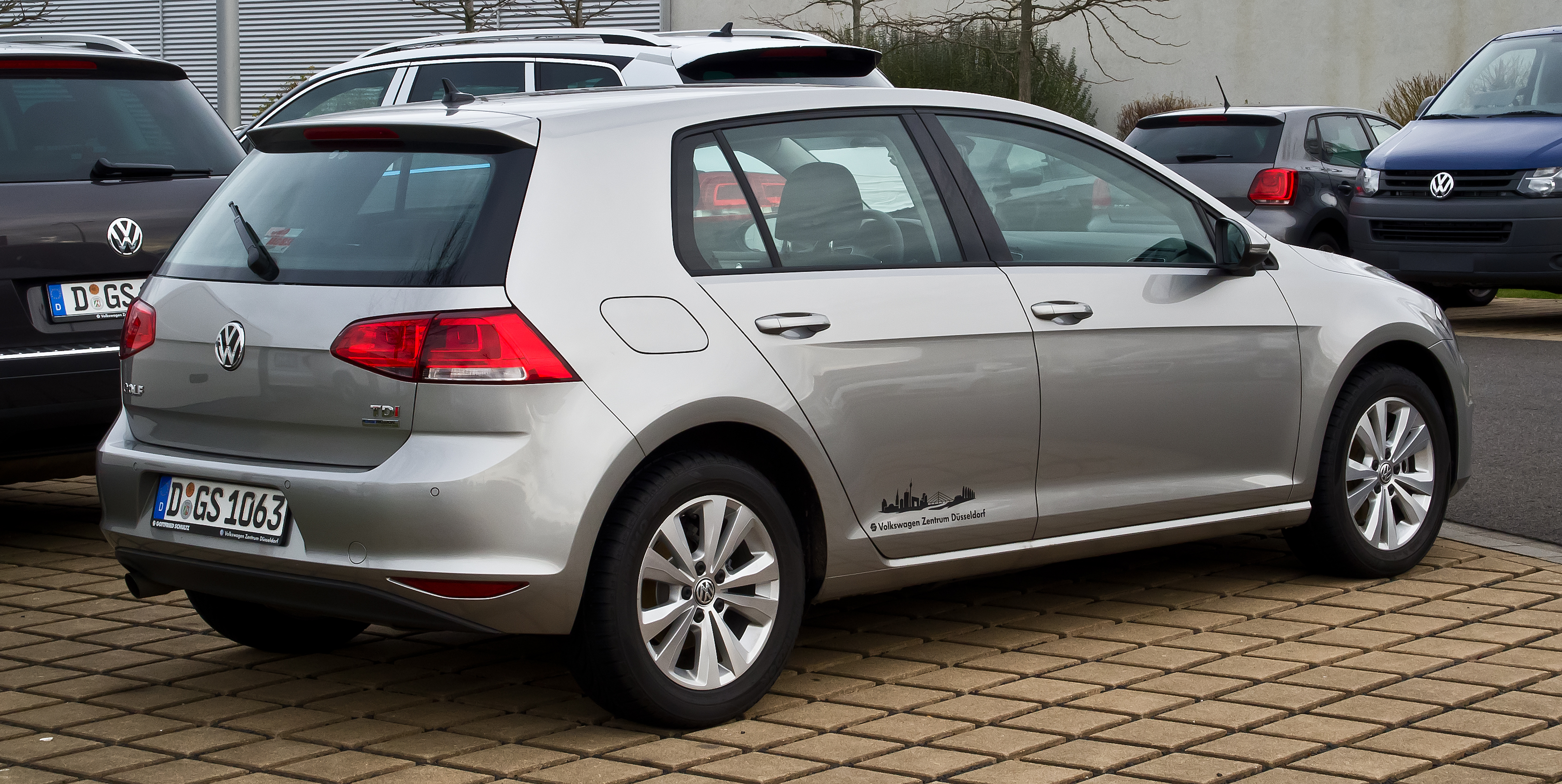
Volkswagen Golf VII 1.6 TDI BlueMotion (2012—2017)

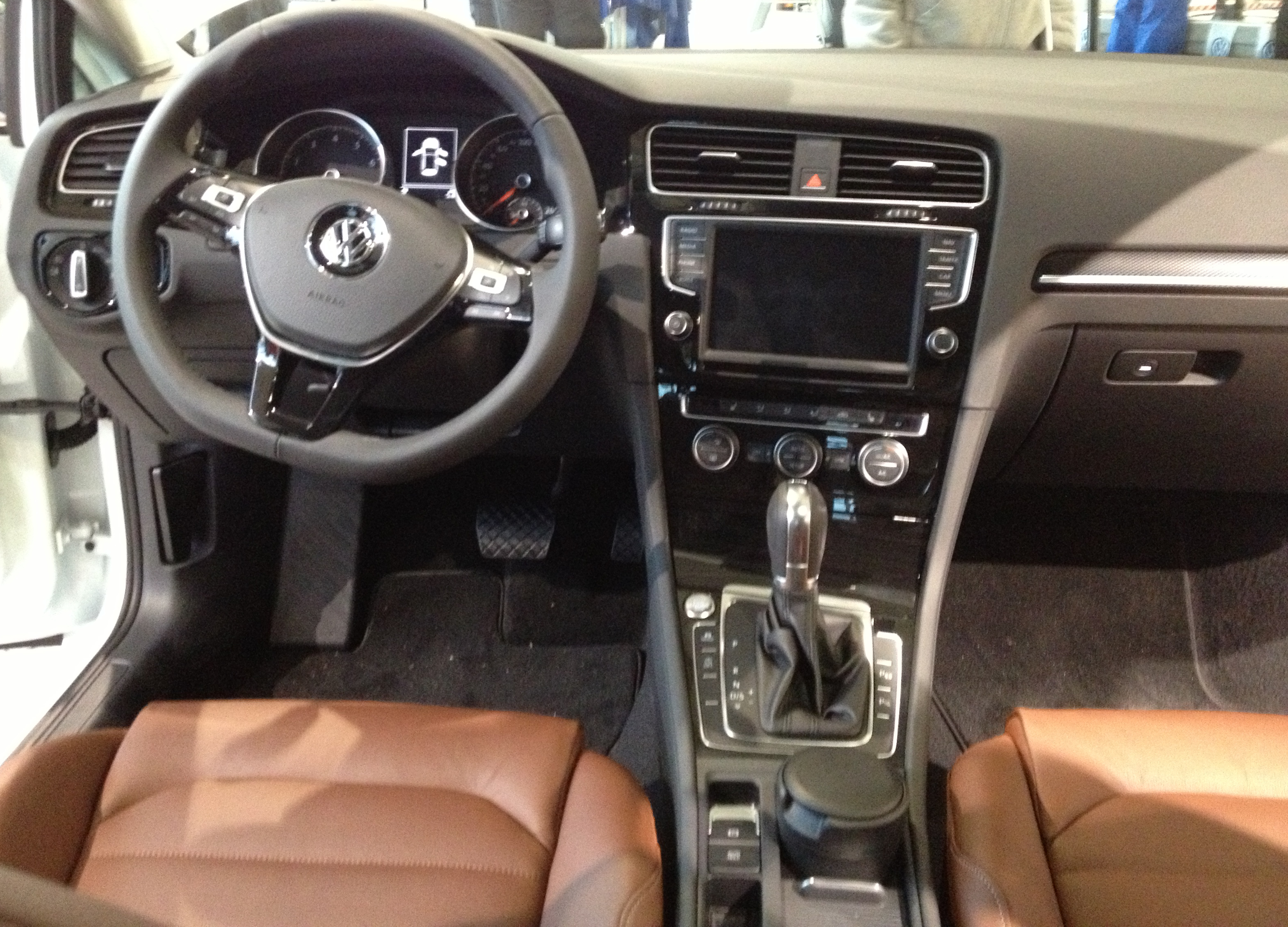
Салон Volkswagen Golf VII

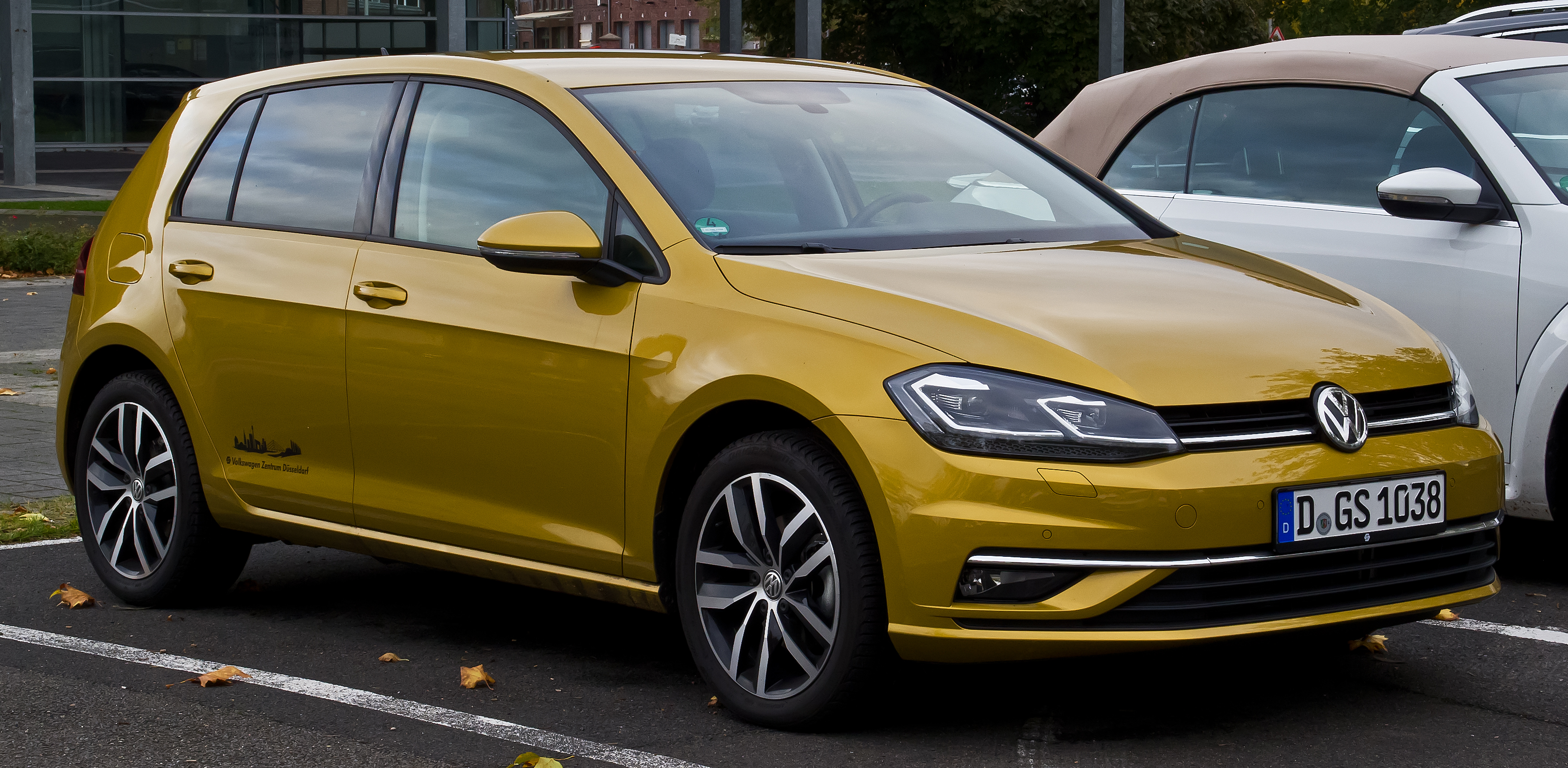
Volkswagen Golf VII 2.0 TDI (з 2017)

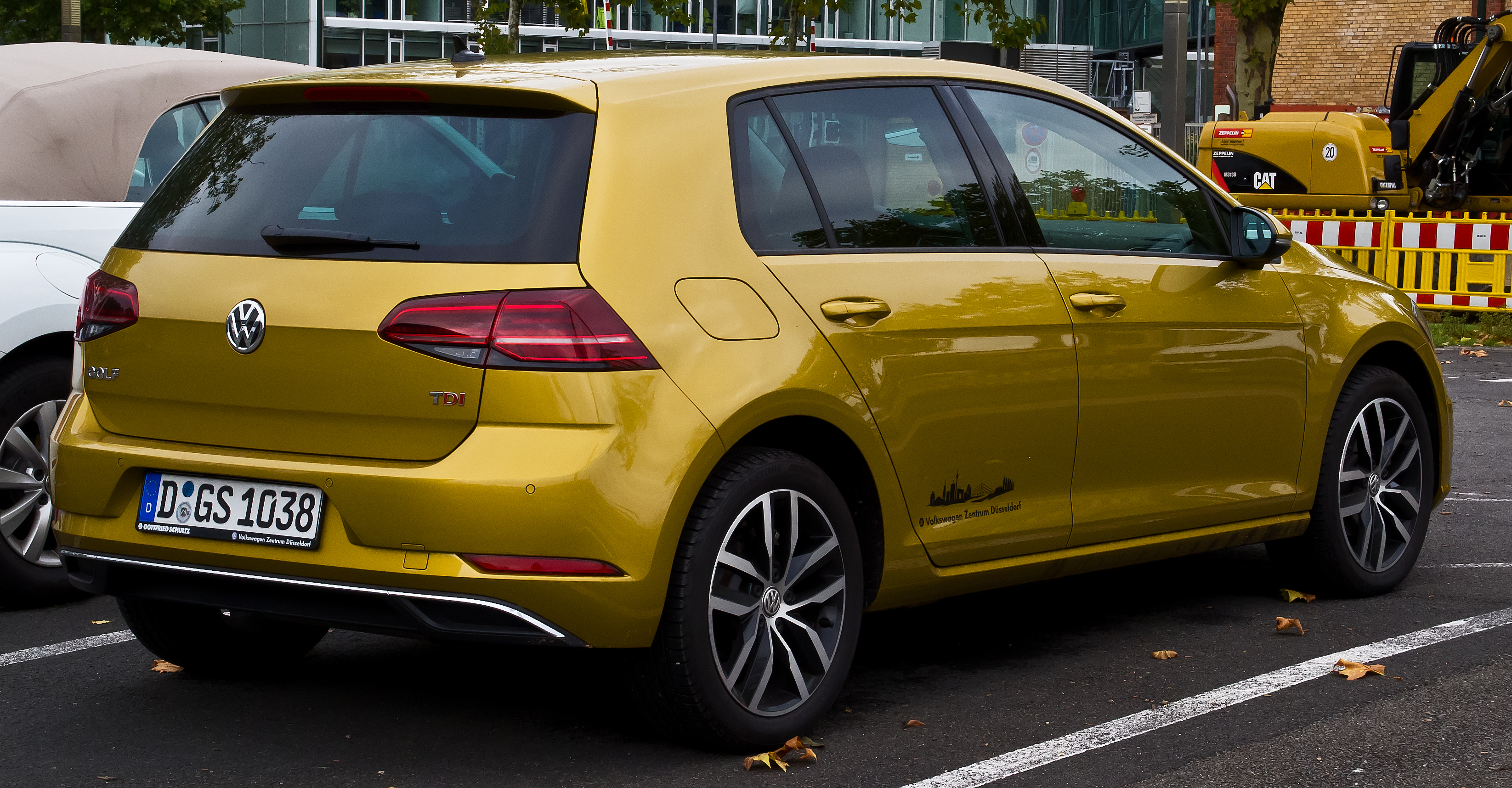
Volkswagen Golf VII 2.0 TDI (з 2017)

Виробництво автомобіля почалося на початку серпня 2012 року. 4 вересня 2012 року відбулося представлення автомобіля в Берліні, широкій публіці автомобіль показано на Паризькому автосалоні. Продажі автомобіля почалися 10 листопада 2012 року. Паралельно з дебютом базової моделі представлено і спортивну модель GTI.
У березня 2013 року Гольф сьомого покоління був названий автомобілем року в Європі вже вдруге (перший раз це звання отримало третє покоління автомобіля в 1992 році). На Міжнародному автосалоні в Нью-Йорку 2013 Volkswagen Golf 7-го покоління був названий автомобілем року.
У квітні 2013 року на заводі Volkswagen у Цвіккау розпочалось виробництво п'ятидверного універсала Golf Variant VII, який поставляється на ринок з кінця липня 2013 року.
Пізніше з'явилися тридверний хетчбек, п'ятидверний субкомпактвен Golf Sportsvan, п'ятидверний універсал і флагманський Golf R, плануються п'ятидверний ліфтбек Golf CC та дводверний кабріолет.
На початку 2017 року всі моделі оновили.
З травня 2018 року GTE не продається через відсутність попиту.
З літа 2018 року GTI більше не доступна. GTI «Performance» все ще доступна.
З березня 2019 року GTD більше не доступний, доступні тільки транспортні засоби на складах.
З квітня 2019 року можна замовити тільки 5-дверну версію.

## Нововведення
Зовні Гольф нового покоління не сильно відрізняється від шостого покоління автомобіля, однак насправді він не має жодної спільної кузовної деталі з Golf VI. У порівнянні з ним нове покоління стало довшим на 5,6 сантиметрів, ширшим на 1,3 сантиметра і нижчим на 3, а колісна база виросла на 6 сантиметрів. Тим не менш, інженери Volkswagen поставили перед собою завдання зробити сьоме покоління легшим, і це їм вдалося — в середньому новий автомобіль став легшим від 20 кг до 100 кг в залежності від версії за рахунок легшого кузова, двигунів і т. д.
«Сьомий» Golf побудований на новій платформі Volkswagen Group MQB, причому, за бажанням, його можна буде замовити і в повнопривідному варіанті. Також, у порівнянні з попереднім поколінням, значно збільшилася внутрішній простір.
У 2016 році автомобіль Golf отримав нову аудіо інформаційно-розважальну систему MIB II та технологію Car-Net App-Connect. Система підтримує Apple CarPlay, Android Auto і MirrorLink. Пакет допомоги водієві включає: адаптивний круїз-контроль, систему попередження про можливе зіткнення, моніторинг сліпих зон, систему притримування руху відповідно до обраного ряду та систему допомоги при паркуванні.

## Технічні характеристики
| Модель                    | Роки виробництва | Об'єм (см³) | Потужність        | Крутний момент (Нм) | Викиди CO2 (г/км) | 0-100 км/год (с) | V-макс (км/год) | Витрати пального (км/л) | Комплектації                     |
| Бензинові                 |                  |             |                   |                     |                   |                  |                 |                         |                                  |
| 1.2 TSI                   | 08/2012–03/2017  | 1197        | 63 kW (85 к.с.)   |                     |                   |                  |                 |                         | Trendline, Comfortline           |
| 1.2 TSI                   | 08/2012–04/2014  | 1197        | 77 kW (105 к.с.)  | 175                 | 114               | 10,2             | 192             | 20,4                    | Trendline, Comfortline           |
| 1.4 TSI                   | 08/2012–04/2014  | 1395        | 90 kW (122 к.с.)  | 200                 | 123(116)          | 9,3              | 203             | 19,2(20,0)              | Comfortline, Highline            |
| 1.4 TSI                   | 08/2012–04/2014  | 1395        | 103 kW (140 к.с.) | 250                 | 121(116)          | 8,4              | 212             | 19,2(20,0)              | Highline                         |
| 2.0 TSI                   | 03/2013–02/2017  | 1984        | 162 kW (220 к.с.) |                     |                   |                  |                 |                         | GTI                              |
| 2.0 TSI Performance       | з 03.2013        | 1984        | 169 kW (230 к.с.) |                     |                   |                  |                 |                         | GTI                              |
| Дизельні                  |                  |             |                   |                     |                   |                  |                 |                         |                                  |
| 1.6 TDI CR FAP            | з 08.2012        | 1598        | 77 kW (105 к.с.)  | 250                 | 85                | 10,7             | 192             | 26,3(25,6)              | Trendline, Comfortline, Highline |
| 1.6 TDI BlueMotion CR FAP | з 06.2013        | 1598        | 81 kW (110 к.с.)  | 250                 | 99                | 10,5             | 200             | ?                       | ?                                |
| 2.0 TDI CR FAP            | з 08.2012        | 1968        | 110 kW (150 к.с.) | 320                 | 106(119)          | 8,6              | 216(212)        | 24,4(22,7)              | Highline                         |
| 2.0 TDI CR FAP            | з 03.2013        | 1968        | 135 kW (184 к.с.) |                     |                   |                  |                 |                         | GTD                              |

## Комплектації
Всього для автомобіля доступні 3 комплектації: Trendline, Comfortline та Highline. У базовій комплектації вже є електроприводи дзеркал і склопакету, клімат-контроль, задні сидіння, центральний замок, 5-дюймовий монокольоровий дисплей та ін. У дорожчих комплектаціях є шкіряне кермо, сидіння, елементи інтер'єру, а також 8-дюймовий сенсорний дисплей, адаптивний круїз-контроль, автоматичний паркувальник, системи розпізнавання знаків, розмітки і втоми водія та інш.
Незалежно від комплектації, Volkswagen Golf залишається лідером у класі за розміром багажника. Об'єм його вантажного відсіку складає 645 л за спинками задніх сидінь та 1490 л зі складеним заднім рядом сидінь.

## Golf GTI

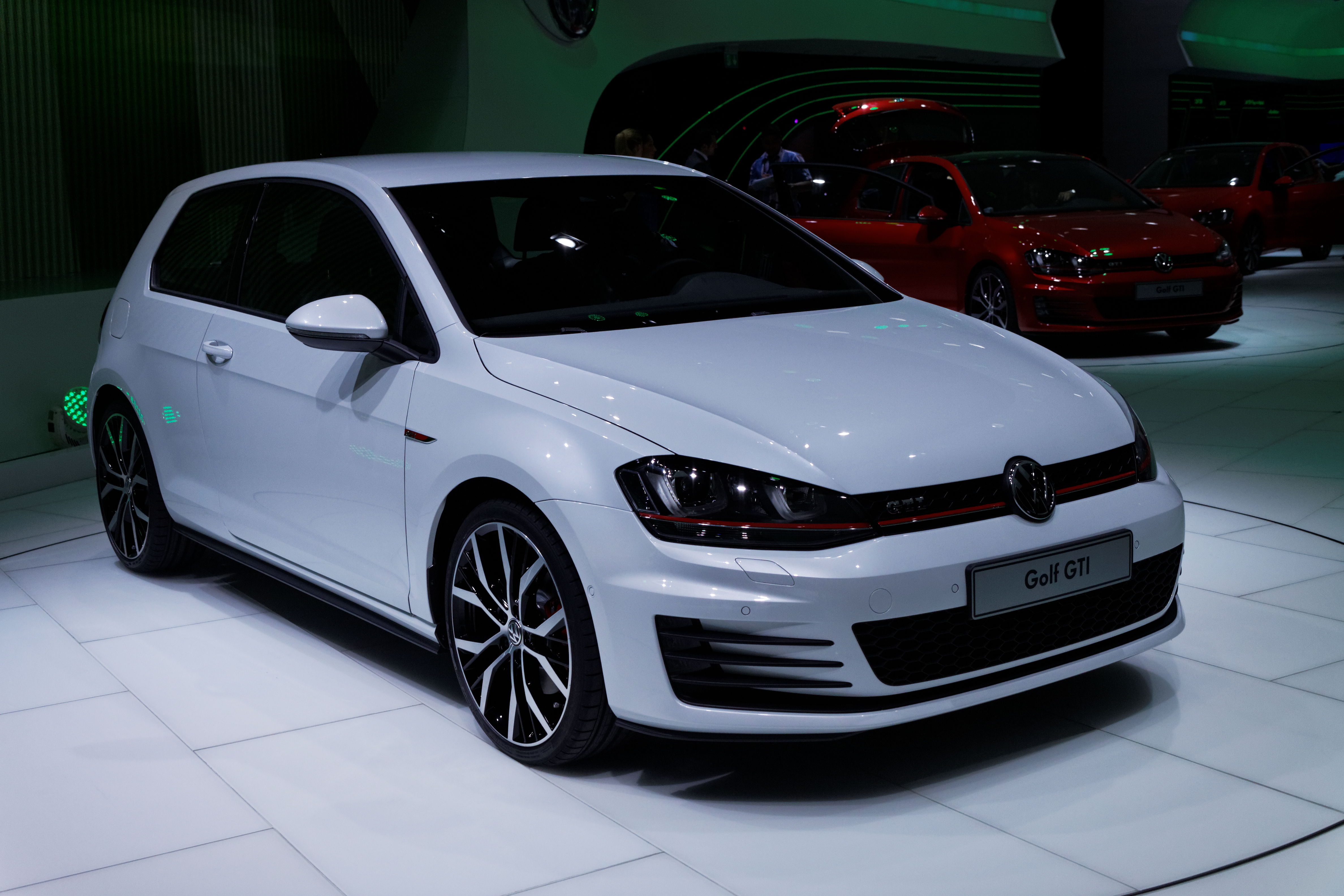
Volkswagen Golf VII GTI

Перша інформація про зарядженої версії з'явилася в травні 2012 року, коли проходили випробування нового Golf GTI. За день до офіційного дебюту на Паризькому автосалоні стали доступні зображення й інформація про автомобіль. На самому мотор-шоу стало відомо, що будуть доступні як 3-дверна, так і 5-дверна версії автомобіля. Golf GTI оснащується 2,0-літровим двигуном потужністю 220 к.с., але для нього доступний спортивний пакет Performance Package, де він розвиває вже 230 к.с. і розганяється від 0 до 100 км/год за 6,5 секунд.

## Golf 4Motion
У січні 2013 року Volkswagen представив повнопривідну модифікацію моделі Golf VII. У порівнянні з попередником нова машина стала легшою і обзавелася вдосконаленою муфтою Haldex п'ятого покоління в приводі задніх коліс. Volkswagen Golf 4Motion випускається тільки в 5-дверному кузові, оснащується дизельними двигунами 1.6 (105 к.с.) і 2.0 (150 к.с.). На 15 % підвищилася економічність в порівнянні зі схожими варіантами Golf 4Motion шостого покоління.

## Golf R

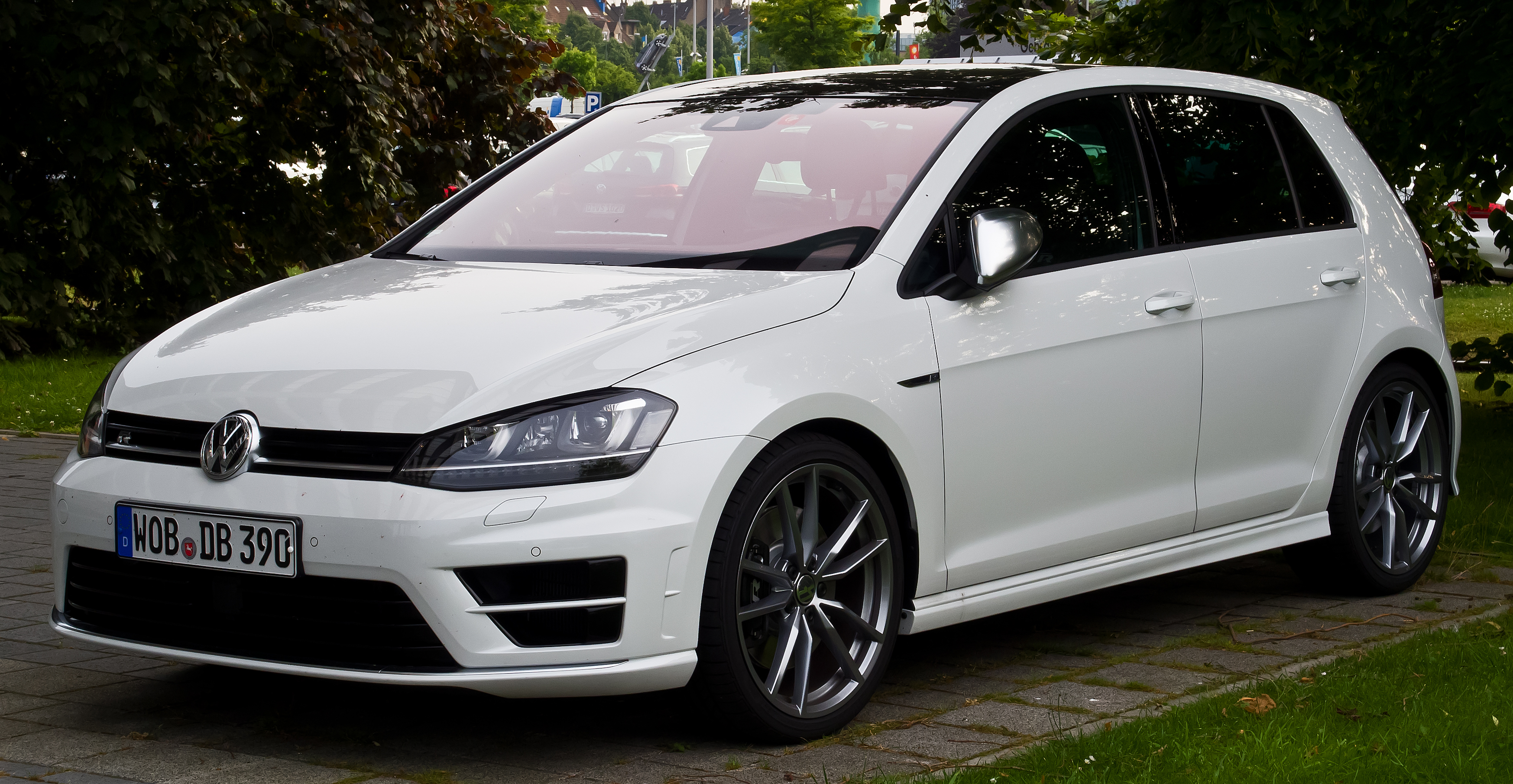
Volkswagen Golf VII R

Volkswagen Golf R дебютував на Франкфуртському автосалоні в вересні 2013 року. Автомобіль комплектується 2,0 л турбодвигуном потужністю 300 к. с. при 5500—6200 об/хв та крутним моментом 380 Н·м при 1800—5500 об/хв, який агрегатується з роботизованою КПП DSG або 6-ст. МКПП.
Розгін до сотні у версії з 6-ст. МКПП становить 5,3 c, з DSG з подвійним щепленням — 4,9 с. Максимальна швидкість 250 км/год.

## e-Golf

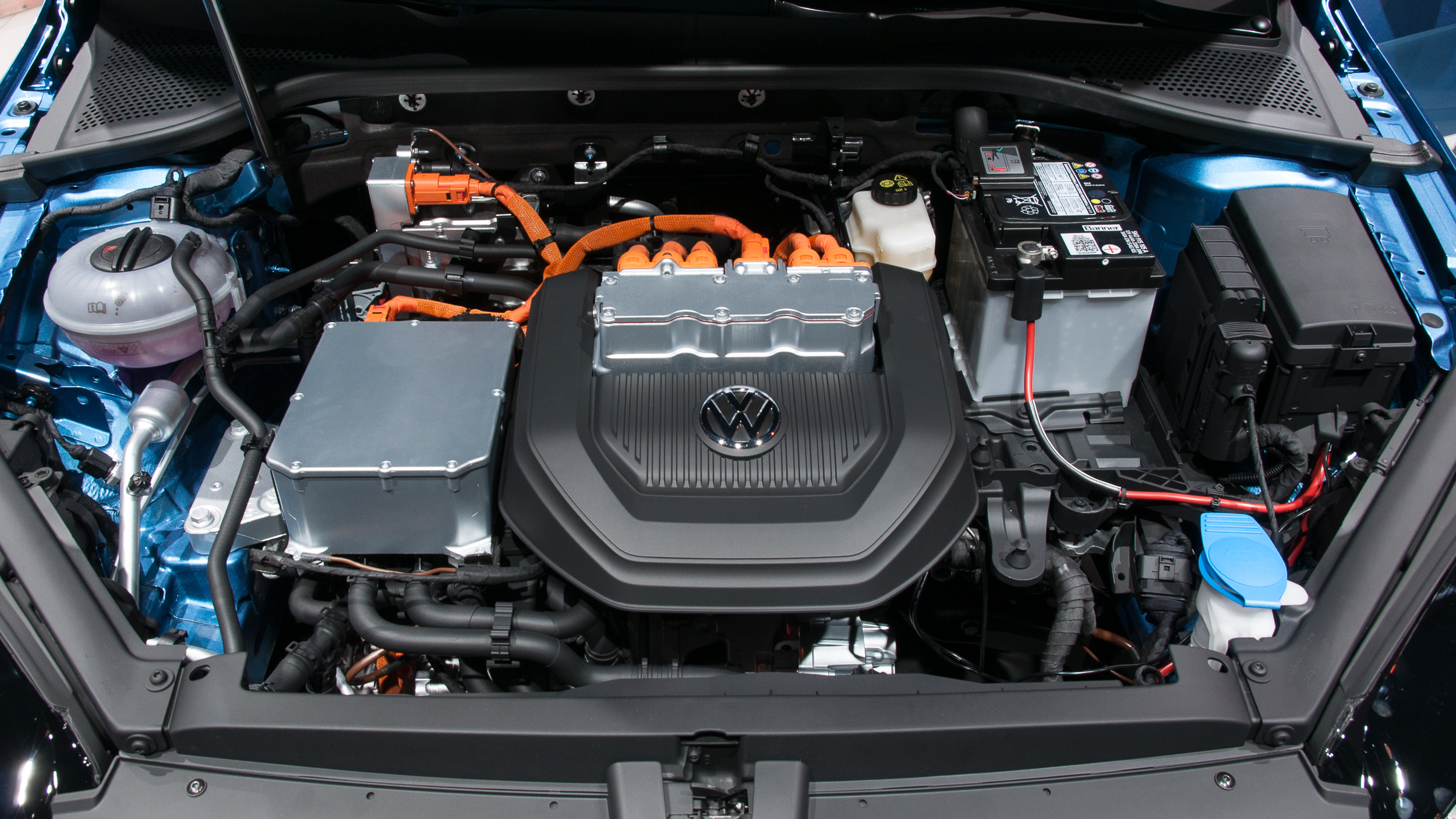
Двигун Volkswagen e-Golf

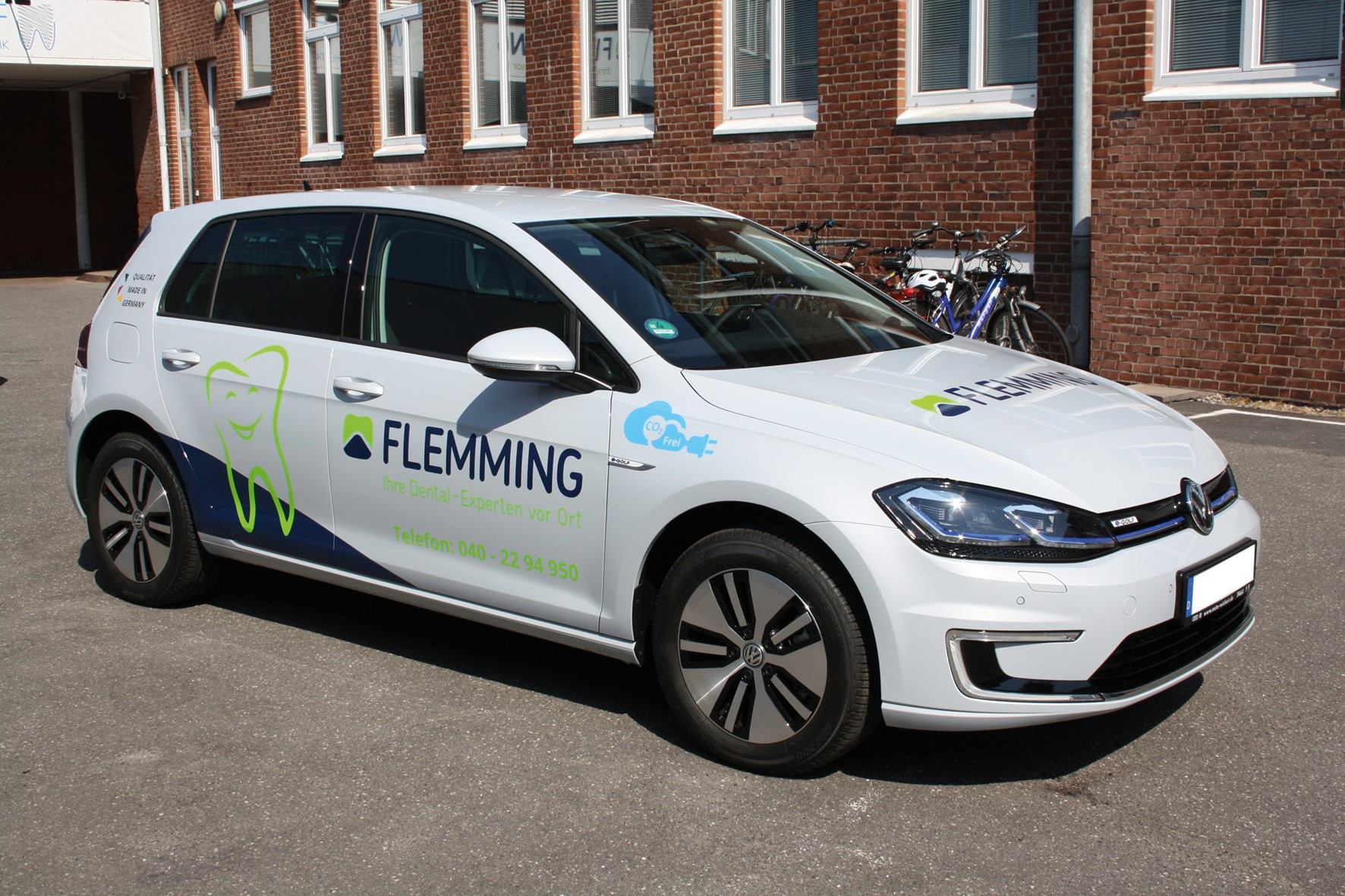
Volkswagen e-Golf

Компанія Volkswagen підготувала для Женеви серійну електричну версію «сьомого» Гольфа, названу e-Golf. Передньопривідна машина оснащена електромотором з потужністю 115 к. с. і максимальним обертовим моментом 270 ньютон-метрів. Незважаючи на збільшену на 250 кілограмів споряджену масу, цієї тяги електрокару вистачає, щоб набирати 100 км/год з місця за 11,8 секунди. Максимальна швидкість обмежена електронікою на рівні 135 км/год.
Місткість батарей електричного Гольфа дорівнює 24,2 кВт·год. Їх має вистачати на номінальний пробіг 175 кілометрів. Ціну заявили від 35 тис. євро.
У конці 2016 року була випущена оновлена версія, яка отримала потужніший акумулятор 35,8 кВт·год (запас ходу 300 км NEDC). Також зросла потужність двигуна до 100 кВт або 136 к. с. Максимальна швидкість зросла до 150 км/год. Час розгону 0—100 км/год зменшився до 9,6 с. Вбудований зарядний пристрій отримав більшу потужність — 7,2 кВт замість 3,6, що дозволить удвічі скоротити час зарядки. Для швидкої зарядки «80% АКБ за 30 хвилин» передбачений додатковий зарядний роз'єм CCS Combo, але такі зарядки в Україні станом на 2017 рік зустрічаються дуже рідко.

## Golf Variant

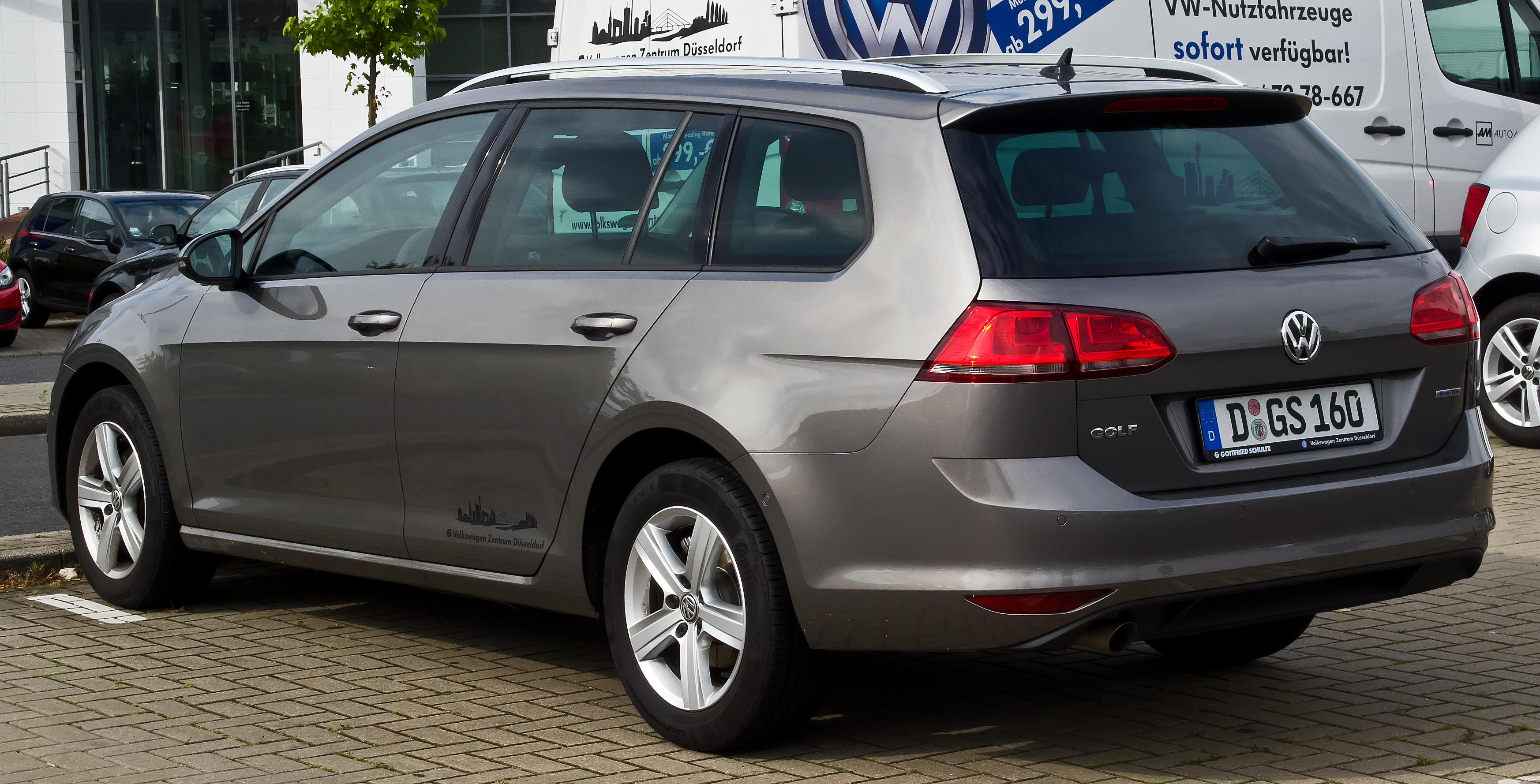
Volkswagen Golf VII Variant

Виробництво Golf VII універсал (також variant для ринку Європи, або wagon для ринку США) розпочалось у квітні 2013 року. Golf 7 універсал доступний з різними двигунами, які включають бензинові і дизельні варіанти. Бензинові двигуни мають об'єм від 1.2 до 2.0 літрів. Дизельні двигуни також мають об'єм від 1.6 до 2.0 літрів. Найекономічнішою версією вважається BlueMotion. На автомобіль встановлювались 5-ти та 6-ступеневі механічні трансмісії, а також «робот» DSG. Доступний з переднім приводом (FF) і повним приводом (4Motion), залежно від вибраної моделі і конфігурації. Golf 7 універсал оснащений сучасною підвіскою, що має передню MacPherson та два типи задніх підвісок: для модифікацій з моторами слабкіше 125 кінських сил (90 кВт) передбачена напівзалежна балка (легша та дешевша), а для всіх інших версій – багатоважільну. 
Габаритні розміри Golf 7 Variant становлять 4562 мм у довжину, 1799 мм у ширину і 1496 мм у висоту. Це робить його достатньо компактним та маневреним для міських умов, але при цьому забезпечує достатню внутрішню просторовість та комфорт. 
Одним з головних переваг Volkswagen Golf 7 універсал є його просторий багажник. Він має об'єм, що становить від 605 до 1620 літрів, залежно від складання задніх сидінь. Це робить його ідеальним автомобілем для сімей або для тих, хто часто перевозить великі вантажі. 
Окрім комплектацій Trendline, Comfortline та Highline, можна зустріти R-Line яка за рахунок екстер'єрних та інтер'єрних  акцентів надає спортивний і агресивний вигляд.

## Golf Sportsvan

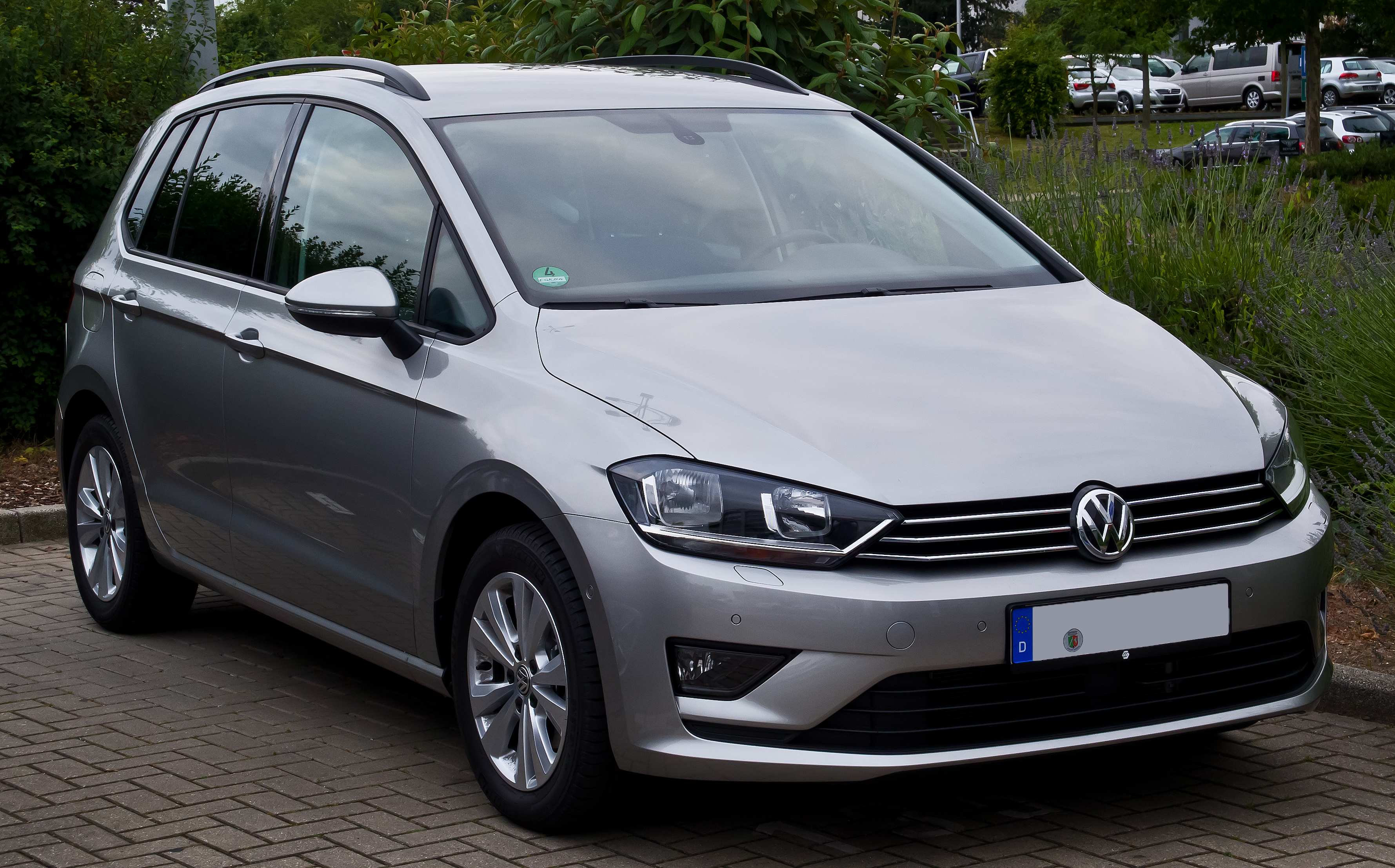
Volkswagen Golf Sportsvan

На Франкфуртському автосалоні у вересні 2013 року представлено концепт-кар субкомпактвена Golf Sportsvan. Об'єм багажника складає 498 л, а при складених задніх сидіннях — 1500 л. Серійна модель повинна з'явитися в середині 2014 року і замінити Golf Plus.